# Dunia (2005)
Dunia (auch: Dunia  – Kiss Me Not on the Eyes; arabisch دنيا, DMG Dunyā) ist ein ägyptischer Spielfilm aus dem 2005. Regie führte Jocelyne Saab.

## Inhalt
Dunia ist die Tochter einer bekannten Kairoer Bauchtänzerin. Sie hat soeben ihr Literaturstudium abgeschlossen und bereitet sich auf die Aufnahmeprüfung als Bauchtänzerin vor. Mit dem Literaturprofessor Beshir beginnt sie eine Beziehung, die sowohl von der gegenseitigen erotischen Anziehung als auch der intellektuellen Auseinandersetzung mit der arabischen Literatur geprägt ist. Beshir meint, dass die Liebeslyrik und deren Sinnlichkeit ein wesentlicher Bestandteil der arabischen Kultur seien. Diese Sinnlichkeit wird aber von den konservativen Kräften im Land verneint.
Durch den Bauchtanz entdeckt Dunia die Lust am eigenen Körper. Diese wurde ihr aber durch die Beschneidung in ihrer Kindheit genommen. Ihre Lage beschreibt sie, als ob sie einen kalten Herd zum Brennen bringen würde.
Die Beschäftigung mit der Literatur und dem Bauchtanz bringt Dunia zu der Entscheidung ihren Liebhaber Mamdouh zu heiraten.
Am Ende des Filmes erfährt Dunia, dass  ihre Cousine in Abwesenheit auf Wunsch ihrer Mutter beschnitten worden ist. Wütend beschimpft sie die Mutter und meint, sie hätte die Cousine abgeschlachtet.
Im Abspann des Filmes wird der Hinweis gezeigt, dass nach Schätzungen von Amnesty International 97 % der ägyptischen Frauen beschnitten sind.

## Kritik
Das Lexikon des internationalen Films schreibt über Dunia: „Der souveräne Film spricht Themen an, die nicht nur im arabischen Kino unerwünscht sind: Emanzipation, Selbstverwirklichung, sexuelle Selbstfindung, und schreckt auch vor dem Tabu der klitoralen Beschneidung nicht zurück. Ein mutiges Drama, das in seinem Ursprungsland für politische Aufregung sorgte.“
Joachim Kurz vom Portal Kino-Zeit resümiert: „Ein sinnlicher Genuss mit kleinen Einschränkungen, der einen teilweise faszinierenden Einblick in das Leben einer jungen Frau in Ägypten gewährt und der zugleich durch seine Darstellung des Sufismus besticht.“

## Auszeichnungen
- Dunia wurde im Jahr 2005 in Montréal auf dem  World Film Festival für den Grand Prix des Amériques nominiert.
- Auf dem Sundance Film Festival in Park City, Utah, USA wurde der Film 2006 für den Grand Jury Prize nominiert.